# Saint-Vincent-de-Durfort
Saint-Vincent-de-Durfort – miejscowość i gmina we Francji, w regionie Owernia-Rodan-Alpy, w departamencie Ardèche.
Według danych na rok 1990 gminę zamieszkiwały 163 osoby, a gęstość zaludnienia wynosiła 13 osób/km² (wśród 2880 gmin regionu Rodan-Alpy Saint-Vincent-de-Durfort plasuje się na 1459. miejscu pod względem liczby ludności, natomiast pod względem powierzchni na miejscu 936.).